# Tebaniklin
Tebaniklin (Ebanicline, ABT-594) je lek koji je razvilo preduzeće Abbott. On deluje kao parcijalni agonist neuronskih nikotinskih acetilholinskih receptora. Tebaniklin se vezuje za α3β4 i α4β2 receptore. Ovaj lek je razvijen kao manje toksični analog epibatidina, koji ima oko 200x jače analgetskog dejstvo od morfina, ali je veoma toksičan.